# Região Geográfica Imediata de Fernandópolis
A Região Geográfica Imediata de Fernandópolis é uma das 53 regiões imediatas do estado brasileiro de São Paulo, uma das seis regiões imediatas que compõem a Região Geográfica Intermediária de São José do Rio Preto e uma das 509 regiões imediatas no Brasil, criadas pelo IBGE em 2017.
É composta por 11 municípios, tendo uma população estimada pelo IBGE para 1.º de julho de 2017, de 110 726 habitantes e uma área total de 2 840,582 km².

## Municípios
Fonte: IBGE – Cidades
| Município                | População Estimada (2017) | Área (km²) |
| ------------------------ | ------------------------- | ---------- |
| Estrela d'Oeste          | 8 466                     | 296.281    |
| Fernandópolis            | 68 670                    | 549.797    |
| Guarani d'Oeste          | 2 017                     | 85.7       |
| Indiaporã                | 3 951                     | 279.606    |
| Macedônia                | 3 736                     | 327.567    |
| Meridiano                | 3 892                     | 228.199    |
| Mira Estrela             | 3 045                     | 216.825    |
| Ouroeste                 | 9 897                     | 288.648    |
| Pedranópolis             | 2 547                     | 260.101    |
| São João das Duas Pontes | 2 601                     | 129.462    |
| São João de Iracema      | 1 904                     | 178.396    |
| Total                    | 110 726                   | 296,281    |